# Johannes Olearius (1611-1684)
Johannes Olearius (Halle, 17 settembre 1611 – Weißenfels, 14 aprile 1684) è stato un teologo tedesco.
Terzo figlio di Johannes Olearius (1546-1623), insegnò filosofia all'Università di Wittenberg. Oltre a servire come predicatore di corte e come cappellano, nel 1665 realizzò uno dei più grandi e importanti inni tedeschi del XVII secolo, Gelobet sei der Herr, mein Gott, che fu la base per l'omonima cantata (BWV 129) composta nel 1726 da Johann Sebastian Bach; quest'ultimo inserì anche una strofa di un altro inno composto da Olearius, Tröstet, tröstet meine Lieben (1671) nella cantata Freue dich, erlöste Schar (BWV 30).